# Герб Евера

Герб Евера

Герб Евера був наданий брюссельській комуні Евер королівським указом від 15 листопада 1928 року.

## Геральдичний опис
Опис герба звучить так:
Розділений навпіл, один: виготовлений із золота з соколом природного кольору, що стоїть на двох ногах на трьохвершинній скелі, що піднімається з вістря і увінчана зіркою з шістьма променями від неї; два: червоно-червоних кольорів із соколом природного кольору, що стоїть на своїх двох ногах на золотій скелі з трьома вершинами, що піднімається з вістря та увінчана зіркою з шістьма променями, щит із лівою рукою, що тримається перед Святим Вінцентієм, оточеним німбом і тримаючим скіпетр, увінчаний квіткою лілії в правій руці, все зі срібла.
Герб розділений на дві вертикальні частини. Дві частини дзеркально відображені кольором і зображенням. Перша частина — це золота поверхня з червоною трикутною скелею на ній. На найвищій точці — сокіл у природних кольорах. Сокіл дивиться в геральдичну ліву сторону, тобто в центр щита. Над соколом розміщена червона шестикінечна зірка. Друга частина червоного кольору із золотою скелею, на вершині якої сокіл натурального кольору. Над соколом шестикутна золота зірка. Цей сокіл також дивиться в центр щита, тобто в геральдичну праву сторону. Геральдично праворуч, а для глядача ліворуч, на щиті сидить Сен-Вінсент, граф Ено. Лівою рукою тримає щит.

## Походження
Герб Евера походить від герба сім'ї Walckiers. Сім'я правила Евером між 1722 і 1793 роками.  Герб тримає парафіяльний святий Евера: святий Вінцентій Мадельгарій. Він також вважається засновником церкви, яка згадується вже в 1120 році. Цією церквою володів Капітул Святого Вікентія з Суаньї.